# Diseño de envases
El diseño de envases es una actividad dentro del diseño industrial que se dedica a desarrollar nuevos envases, tanto para producto en venta, como para los que serán lanzados al mercado en el futuro. El diseño de envases tiene una doble faceta: diseño gráfico y diseño estructural.

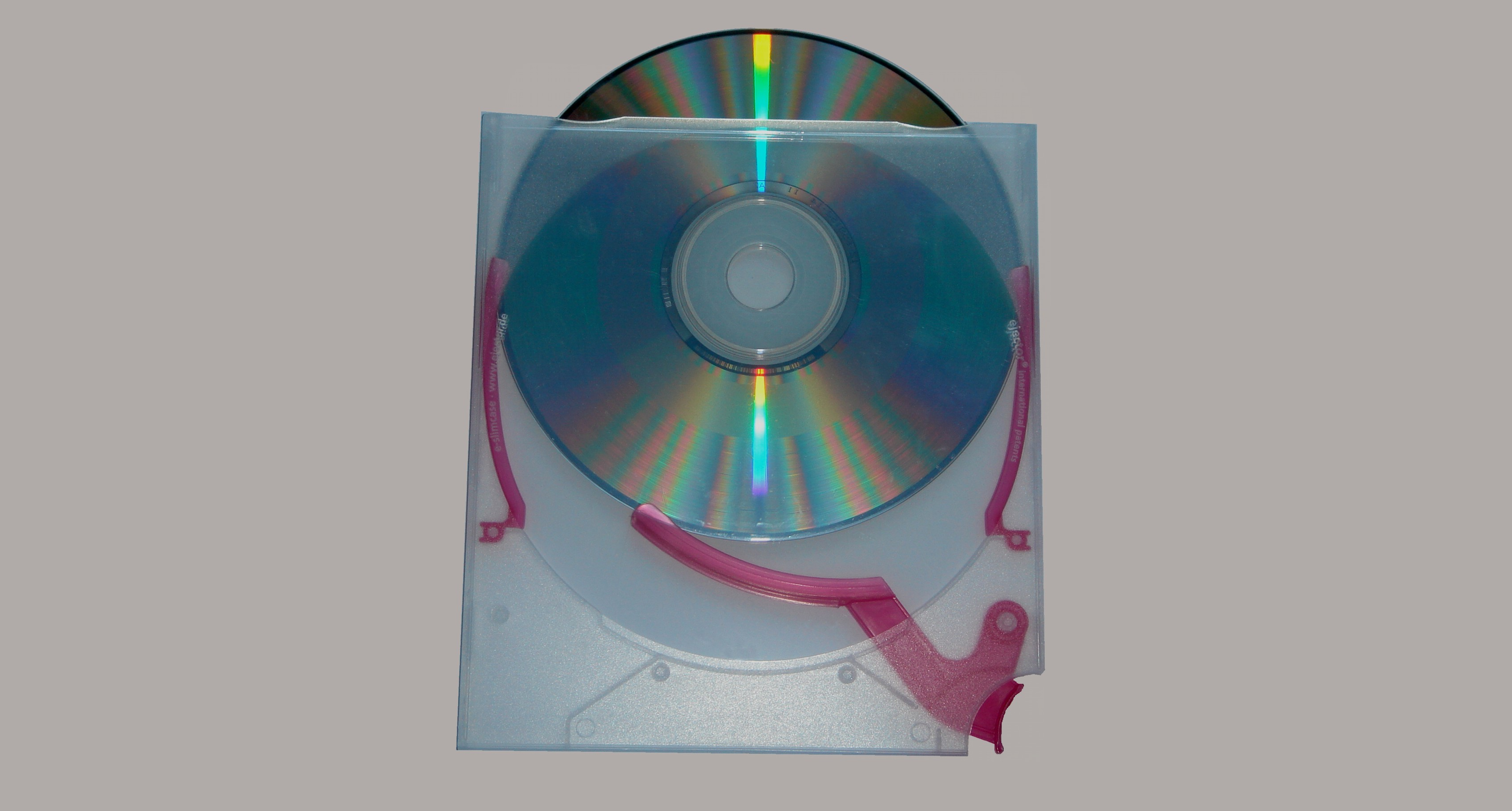
Envase ergonómico. para CD

## Envase como parte del propio producto
A la hora de desarrollar un nuevo envase, el diseñador debe estar en contacto directo con la empresa, utilizar la información que ésta proporciona y plegarse a sus recomendaciones y experiencia. En todo momento, debe tener muy presente el producto para el que va a diseñar el envase.
Tiene que considerar:
- Aspectos comerciales de la empresa: público al que va dirigido, canales de distribución, antecedentes en la comercialización de productos similares, etc.
- Aspectos relacionados con la distribución: tipo de almacenamiento, gestión de almacenes, puntos de destino, transporte utilizado, etc.
- Imagen de la compañía.
- Aspectos legales.

## Diseño gráfico
El diseño gráfico  de un envase comprende diversos aspectos:
- Diseño de identidad. Marca, logotipo de la compañía y otros elementos distintivos como puede ser el color corporativo, el estilo gráfico utilizado por la empresa, etc.
- Diseño emocional. Los colores y las formas también tienen la función de atraer la atención del cliente para lo que hay que desarrollarlos atendiendo a criterios de marketing.
- Diseño de la información a contener. El envase refleja gran cantidad de información sobre su contenido, ingredientes, origen, utilidad, instrucciones de uso, etc.

## El envase y el marketing

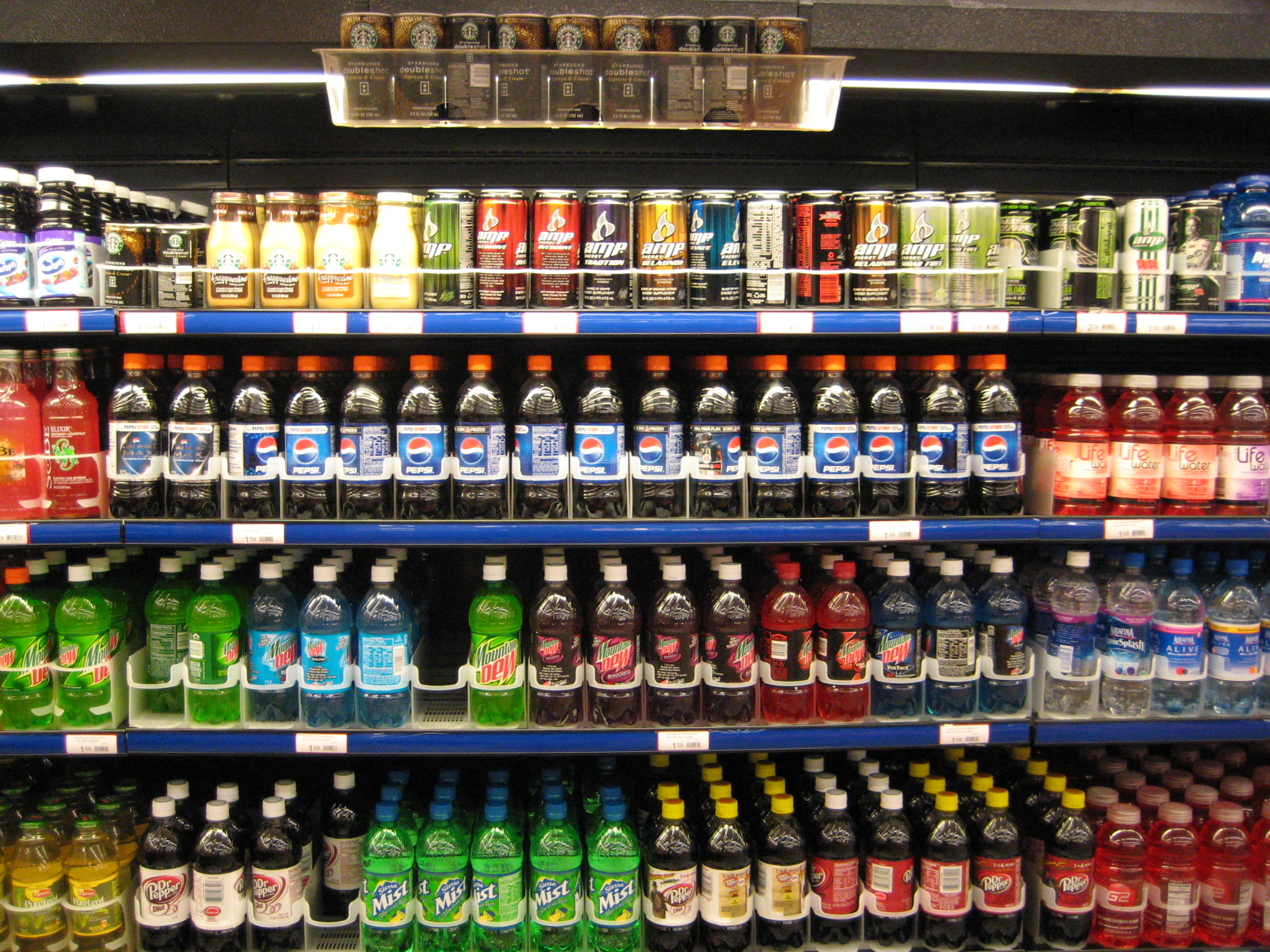
Botellas en el lineal del supermercado

El envase es importante para la venta del producto, porque debe presentar al producto de forma atractiva y llamativa que lo distinga de su competencia, para lograr formar parte del carrito de la compra de un cliente.
Más allá de los usos básicos (contener, proteger y almacenar el producto), el envase debe cumplir con otras funciones igualmente importantes como:
- Diferenciar en el lineal. Cuando se puede elegir entre varias marcas, la que sea visualmente más atractiva o se distinga del resto, dentro del anaquel o góndola, tendrá ventaja en la elección de los consumidores en el punto de venta.
- Posicionar en la mente del consumidor. Un envase presenta el producto. Cuando el diseño gráfico es bueno, facilitan la elección e incluso impulsan a ella, además de recordarlo para compras sucesivas.
- Medio publicitario. La competencia en el lineal es feroz y a través del envase se puede trabajar la publicidad en el lugar de venta e influir en la elección del consumidor, apoyando la campaña publicitaria por otros medios de comunicación.

Las empresas buscan que sus productos sean los «elegidos»; por eso, emplean recursos en el diseño gráfico de los envases.

## Diseño estructural

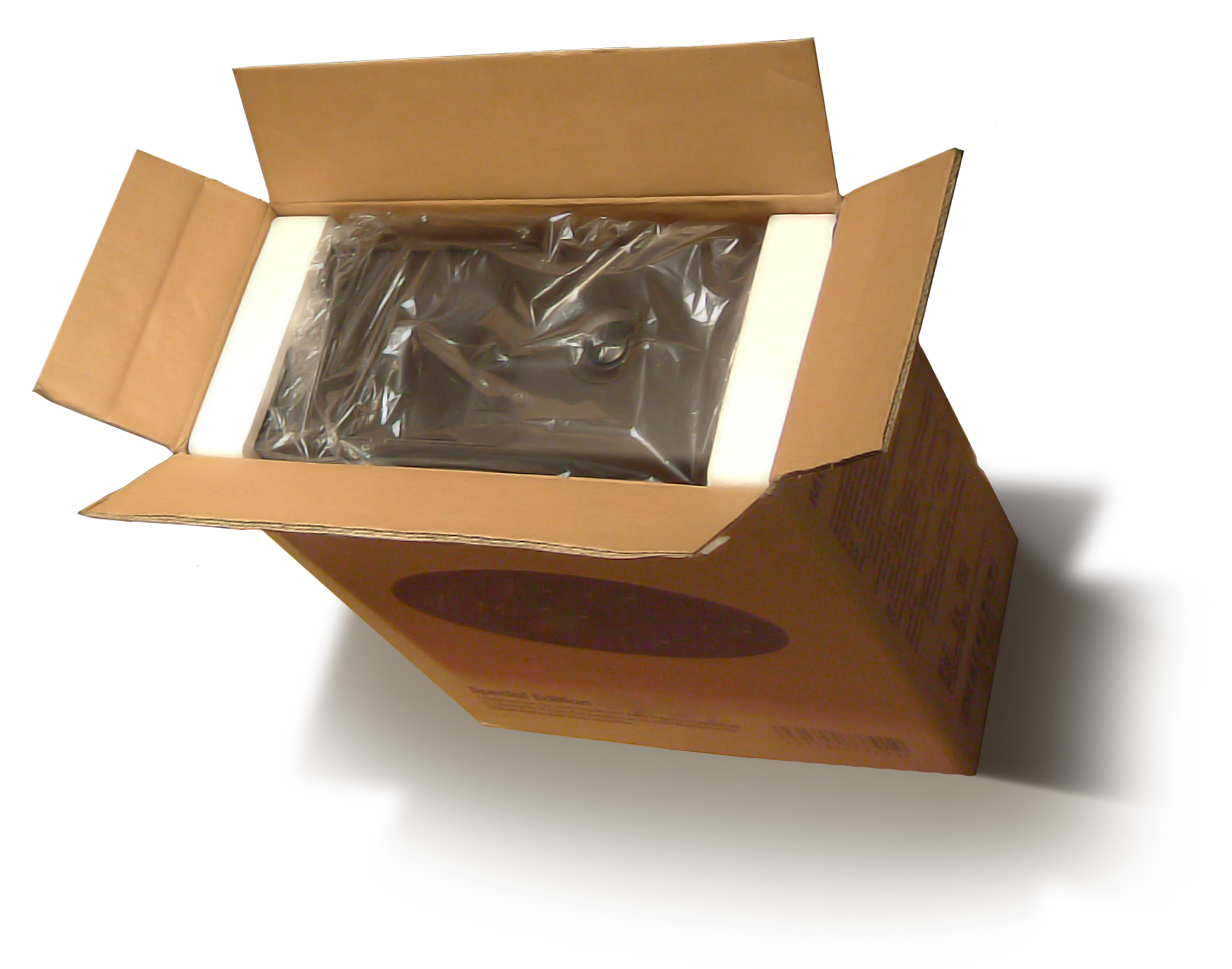
Embalaje con protecciones interiores para ordenador

Para desarrollar la estructura del envase se debe tener en cuenta:
- El producto que va a contener: naturaleza (composición) y forma de presentación (líquido, en polvo, en tabletas... ); tamaño y forma; peso y densidad; fragilidad o resistencia; comportamiento ante cambios de humedad, presión, temperatura, etc.
- Riesgos de la distribución, que pueden ser de diversa índole: 
  - impacto vertical o riesgo de caída desde una altura
  - impacto horizontal o golpe lateral producido en el proceso de manipulación o transporte
  - compresión (debe ser resistente a la compresión vertical necesaria para el apilamiento en almacenes y a lo largo de la cadena de suministro)
  - vibraciones a que puede estar expuesto durante la producción o el proceso de envasado o transporte
  - perforación
  - temperatura que puede sorportar sin deterioro
  - incidencia de la luz (posible variación de las propiedades del producto por efecto de la luz)
  - humedad
  - polvo
  - contaminación por sustancias o por microorganismos
- Adecuación al canal de distribución, si el producto va destinado a mayoristas, minoristas o usuarios finales que van a cogerlo de una estantería. En este caso, el diseñador debe destacar aspectos comerciales del producto y diseñar un envase con un amplio frontal que sea su fachada en el punto de venta.
- Ergonomía, es procurar que el envase sea fácilmente manejable; aquí se debe considerar el tamaño y el peso del artículo; su forma de uso, dosificación, sistema de apertura y cierre...